# بانشو

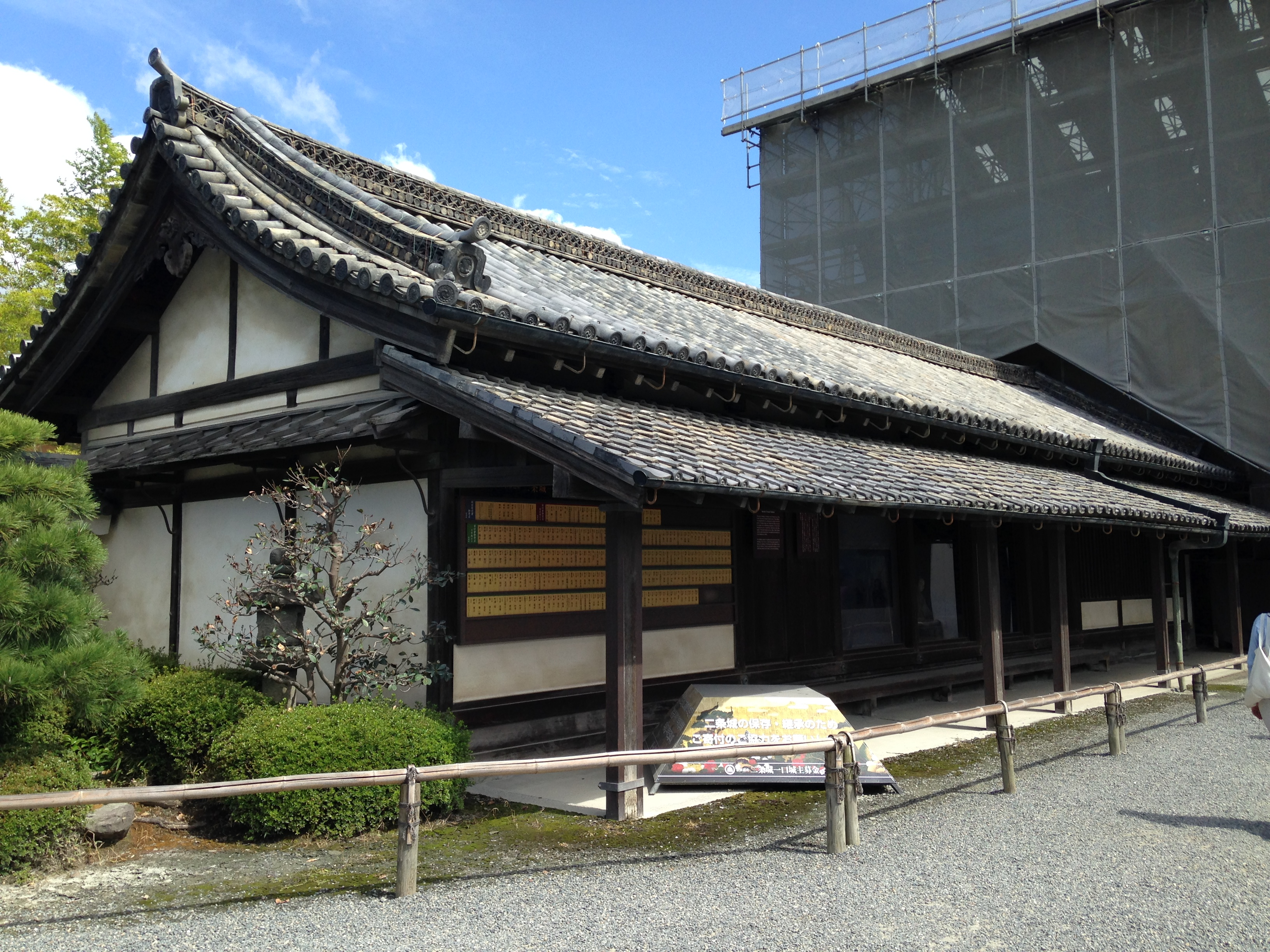
نگهبانی قلعه نیجو

بانشو (به ژاپنی: 番所 ばんしょ)، به معنی ایستگاه نگهبانی، تأسیساتی که به منظور تأمین امنیت و مراقبت توسط نگهبانان ایجاد شده است. در ژاپن در دوره ادو، خانه‌های نگهبانی در نقاط مهمی قرار می‌گرفتند. برای بازرسی عابران، چمدان‌ها، کشتی‌ها و غیره و اخذ مالیات در نقاط مهم حمل و نقل، نگهبانی ایجاد می‌شد. اوراگا بانشو و شیمودا بانشو به خوبی شناخته شده‌اند که توسط شوگون سالاری ادو تأسیس شده‌اند و فوناکای بانشو در بنادر اصلی و حوضه‌های رودخانه‌ای بزرگ مانند رودخانه تونه و رودخانه یودا تأسیس شدند. علاوه بر این، ایستگاه‌های نگهبانی در داخل پاسگاه‌ها ایجاد شد و نقش مشابهی را ایفا کرد. علاوه بر این، «ایستگاه‌های دید از راه دور» (遠見番所) در نزدیکی بنادر اصلی که انتظار می‌رود کشتی‌های خارجی وارد شوند، مانند ناگاساکی، و پست‌های بازرسی اصلی، مانند هاکونه سکی، ایجاد شده است.